# Mașloc, Timiș
Mașloc (germană Blumenthal, maghiară Máslak) este satul de reședință al comunei cu același nume din județul Timiș, Banat, România.

## Istorie
Ede Reiszig descrie așa localitatea în lucrarea sa intitulată Satele comitatului Timiș (maghiară: Temes vármegye községei): "... În Evul Mediu, a aparținut comitatului Arad. În registrul papal al zecimilor din anii 1332-1337, apare sub forma de Machalaka, Makalaka, Mathalaka, ca o localitate cu biserică. În 1471, după dispariția familiei Szeri Pósafi, familia Guthi Országh și familia Nádasdi Ongor au primit această localitate ca donație. În 1475, donația le-a fost reînnoită și confirmată la cererea lor, iar în scrisoarea de confirmare Máslak este deja numit ca oppidum (oraș); în 1506, totuși, era doar o moșie și parte a castelului Sződ. În recensământul din 1561, este menționată și ca un sat părăsit, iar atunci Mágócsy Gáspár și Liszthy János erau proprietarii. După încheierea ocupației turcești: în recensământul din 1717, apare sub forma Maschlok, cu 14 case, dar pe hărțile oficiale din anii 1723-1725 și 1761 apare doar ca un loc pustiu. În 1770-1771, coloniști germani s-au stabilit în locul vechiului Máslak, unde au construit o așezare cu 93 de case. Noul nume al așezării a devenit Blumenthal, după valea în care s-au stabilit acești coloniști. În 1783, localitatea s-a extins cu încă 16 case noi. În 1782, aceasta a fost achiziționată de Névery Elek și József de la Trezorerie, însă nu au putut plăti prețul de cumpărare, astfel că localitatea a rămas în proprietatea Trezoreriei până în 1814, când a fost donată de către regele Francisc I arhiducelui Karl Schwarzenberg. De atunci, proprietarii au fost aceiași ca și cei din Charlottenburg. În timp, vechiul nume maghiar al localității a căzut în uitare, iar între anii 1833-1850, sigiliile comunei au purtat inscripția Virág-Völgye (Valea Florilor). Mai târziu, numele a devenit Máslak. Biserica romano-catolică a fost construită la sosirea germanilor. În 1778, biserica a primit permisiunea de a organiza o sărbătoare în onoarea Sfântului Bartolomeu. Conacul din localitate a fost construit în 1788 de către Kevermesi Thököly Péter și aparține acum contelui Wimpffen Siegfried, fiind locuința administratorului bunurilor. Pe dealul din apropierea comunei se afla o ruină de castel, care a fost folosită ca material de construcție pentru fundațiile clădirilor locuitorilor. Acum nu mai există nicio urmă a sa. În limitele comunei se află așa numita ”fântâna turcească”, care datează încă din perioada ocupației otomane."